# Thales Alenia Space
Thales Alenia Space, kurz TAS, baut Satelliten und entwickelt Komponenten für die zivile und militärische Raumfahrttechnik. Das Unternehmen gehört zu 33 Prozent der italienischen Leonardo S.p.A. und zu 67 Prozent zur Thales Group. Die französische Beteiligung von 67 Prozent hat Thales im Jahr 2006 vom Unternehmen Alcatel bzw. Alcatel-Lucent übernommen. Der Unternehmenssitz befindet sich in Cannes mit weiteren zehn Standorten in Frankreich, Italien, Spanien, Belgien,  seit 2011 in Deutschland und seit 2016 in der Schweiz. Zusammen mit Telespazio bildet es die neue Space Alliance von Thales und Leonardo.
Die Thales Alenia Space ging am 5. April 2006 aus dem Unternehmen Alcatel Alenia Space (AAS) hervor. Grund dafür war, dass Thales die 67 % von Alcatel bzw. Alcatel-Lucent übernahm. AAS entstand am 1. Juni 2005 durch den Zusammenschluss der Unternehmen Alenia Spazio (Italien) und Alcatel Space (Frankreich).
Thales Alenia Space beteiligt sich zudem am europäischen Satellitennavigationssystem Galileo.
Im Jahr 2021 arbeiten bei Thales Alenia Space 8.000 Mitarbeiter an 17 Standorten in zehn Ländern (u. a. Belgien, Deutschland, Frankreich, Italien, Schweiz, Spanien und USA).
Als Basis für Satelliten dienen Satellitenbus-Systeme die bei TAS z. B. die Namen Spacebus 3000 bzw. Spacebus 4000 tragen und je nach Anforderungen in verschiedenen Varianten zum Einsatz kommen (beispielsweise Spacebus 4000 C3). Im Oktober 2015 stellte Thales den neuen Satellitenbus Spacebus-Neo vor.
Im März 2014 wurde die Arbeit an dem Projekt Stratobus bekannt, dessen Prototyp innerhalb von fünf Jahren fertiggestellt sein sollte. Es handelt sich dabei um ein solarbetriebenes Starrluftschiff, das in etwa 20 km Höhe geostationär arbeiten und Satelliten ersetzen können soll.

## Standorte
- Cannes,  Frankreich
- Charleroi,  Belgien
- Colombes,  Frankreich
- Cupertino,  Vereinigte Staaten
- Florenz,  Italien
- Hoboken,  Belgien
- L’Aquila,  Italien
- Madrid,  Spanien
- Mailand,  Italien
- Rom (Saccomuro),  Italien
- Rom (Tiburtina),  Italien
- Toulouse,  Frankreich
- Turin,  Italien
- Ditzingen,  Deutschland
- Zürich,  Schweiz[8][9]